# Power Macintosh 9500

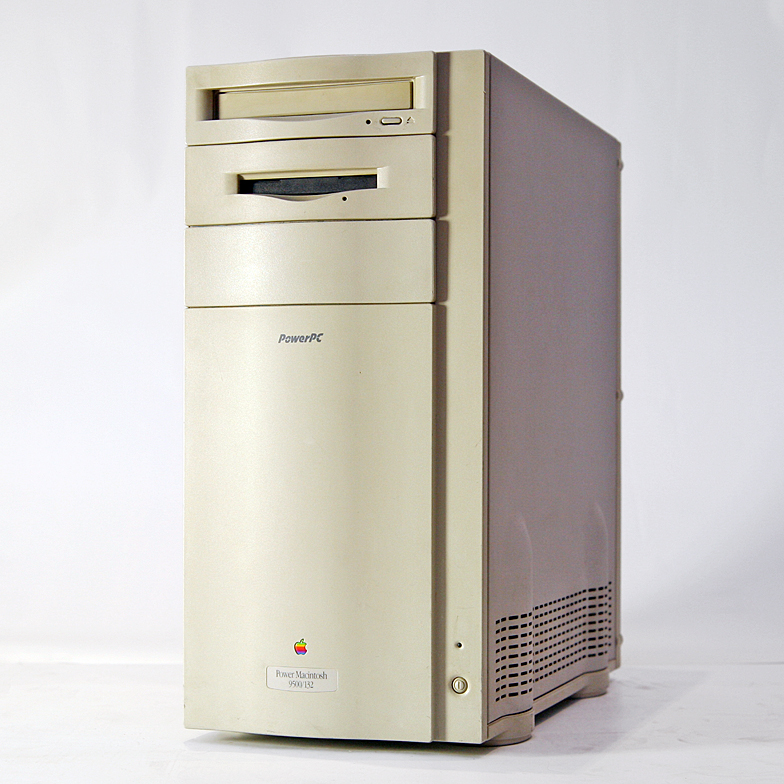
Power Macintosh 9500, Frontansicht

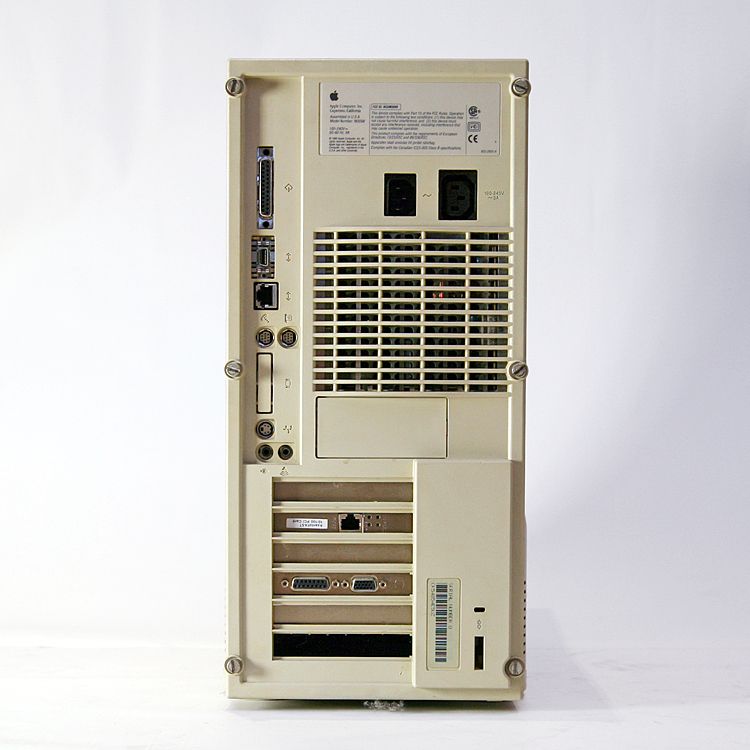
Power Macintosh 9500, Rückseite

Der Power Macintosh 9500 wurde im Zeitraum von Mai 1995 bis Anfang 1997 von der Firma Apple Computer verkauft.
Der Rechner wurde mit dem Prozessor PowerPC 604 bzw. 604e von Motorola ausgeliefert. Für den Speicher waren 12 Bänke mit 168-Pin-DIMMs vorgesehen. Der Speicherausbau war bis max. 768 MB möglich (8 MB aufgelötet). Als Komponenten waren eingebaut: 1,44-MB-Diskettenlaufwerk, Festplatte, 6 PCI-Slots, Tonausgang, 2 serielle Schnittstellen. Der Power Macintosh 9500 wurde mit System 7.5.2 bzw. 7.5.3 (klassisches Mac OS) ausgeliefert. Bei Veröffentlichung kostet der Power Macintosh 9500 zwischen 8.200 DM (Modell mit 120 MHz, nach heutiger Kaufkraft ca. 7.030 Euro) und 9.900 DM (Modell mit 132 MHz, heute rund 8.490 Euro).

## Besonderheiten
Der Power Mac 9500 ist Apples erster Macintosh, der anstelle des NuBus nun den PCI-Bus verwendet. Zwei PCI-Bridge-Chips verbinden je drei Steckplätze mit dem PowerPC-Prozessor, sodass der 9500 um insgesamt fünf PCI-Steckkarten erweitert werden kann (ein Steckplatz wird bereits von der Grafikkarte verwendet).

## Kritik
Nach einem Test der c’t von 1995 geht hervor, dass der Rechner schon im ausgeschalteten Stand-By rund 10 Watt Strom verbraucht. Die Zeitschrift empfahl daher das Trennen vom Netz, etwa mit einer Steckdosenleiste mit Kippschalter, wenn der Power Mac 9500 ausgeschaltet ist. Im Betrieb lag der Verbrauch bei ca. 80 Watt, wobei der Stromsparmodus unter System 7.5 (über den Spezial-Menü-Punkt „Ruhen“) keinen Effekt hatte: die Stromsparfunktionen des PowerPC 604 hat das klassische Mac OS von 1995 offenbar noch nicht genutzt (als einziger Effekt wurde dadurch der Monitor in Stand-By versetzt).